# Leucothyreus albopilosus
Leucothyreus albopilosus är en skalbaggsart som beskrevs av Ohaus 1917. Leucothyreus albopilosus ingår i släktet Leucothyreus och familjen Rutelidae. Inga underarter finns listade i Catalogue of Life.